# Алекс Чоу
Алекс Чоу Юнкан, частіше Алекс Чоу (кит. спр. 周永康, піньїнь: Zhōu Yǒngkāng, англ. Alex Chow Yong-kang) — лідер студентського руху Гонконгу.
У минулому президент генеральний секретар Федерації студентів Гонконгу (2013—2014). Був одним із студентських лідерів під час 79-денної Революції парасольок 2014 року.